# Team EF Education First-Drapac p/b Cannondale/2018
Deze pagina geeft een overzicht van Team EF Education First-Drapac p/b Cannondale-wielerploeg in 2018.

## Algemeen
Algemeen manager: Jonathan Vaughters
Teammanager: Charles Wegelius
Ploegleiders: Juan Manuel Gárate, Fabrizio Guidi, Andreas Klier, Tom Southam, Ken Vanmarcke

## Renners
| Naam                | Geboortedatum | Nationaliteit       | Ploeg 2017                                          |
| ------------------- | ------------- | ------------------- | --------------------------------------------------- |
| Julius van den Berg | 23-10-1996    | Nederland           | per 01-07-2018; SEG Racing Academy (t/m 30-06-2018) |
| Matti Breschel      | 31-09-1984    | Denemarken          | Astana Pro Team                                     |
| Nathan Brown        | 07-07-1991    | Verenigde Staten    |                                                     |
| Brendan Canty       | 17-08-1992    | Australië           |                                                     |
| Julián Cardona      | 19-01-1997    | Colombia            | Medellín-Inder                                      |
| Hugh Carthy         | 09-07-1994    | Verenigd Koninkrijk |                                                     |
| Simon Clarke        | 18-07-1986    | Australië           |                                                     |
| Will Clarke         | 11-04-1985    | Australië           |                                                     |
| Lawson Craddock     | 20-02-1992    | Verenigde Staten    |                                                     |
| Mitchell Docker     | 02-10-1986    | Australië           | Orica-Scott                                         |
| Joseph Dombrowski   | 12-05-1991    | Verenigde Staten    |                                                     |
| Alex Howes          | 01-01-1988    | Verenigde Staten    |                                                     |
| Sebastian Langeveld | 17-01-1985    | Nederland           |                                                     |
| Kim Magnusson       | 31-08-1992    | Zweden              | Tre Berg-PostNord                                   |
| Daniel Martínez     | 25-04-1996    | Colombia            | Wilier Triestina-Selle Italia                       |
| Daniel McLay        | 03-01-1992    | Verenigd Koninkrijk | Fortuneo-Vital Concept                              |
| Sacha Modolo        | 19-06-1987    | Italië              | UAE Team Emirates                                   |
| Daniel Moreno       | 05-09-1981    | Spanje              | Movistar Team                                       |
| Logan Owen          | 25-03-1995    | Verenigde Staten    | Axeon Hagens Berman                                 |
| Taylor Phinney      | 27-06-1990    | Verenigde Staten    |                                                     |
| Pierre Rolland      | 10-10-1986    | Frankrijk           |                                                     |
| Thomas Scully       | 14-01-1990    | Nieuw-Zeeland       |                                                     |
| Rigoberto Urán      | 26-01-1987    | Colombia            |                                                     |
| Tom Van Asbroeck    | 19-04-1990    | België              |                                                     |
| Sep Vanmarcke       | 27-07-1988    | België              |                                                     |
| Michael Woods       | 12-10-1986    | Canada              |                                                     |

### Stagiairs
Vanaf 1 augustus 2018
| Naam           | Geboortedatum | Nationaliteit | Vorige ploeg      |
| -------------- | ------------- | ------------- | ----------------- |
| José Fernandes | 30-10-1995    | Portugal      | W52/FC Porto      |
| Cyrus Monk     | 07-11-1996    | Australië     | Drapac EF Cycling |
| James Whelan   | 11-07-1996    | Australië     | Drapac EF Cycling |

### Vertrokken
| Naam              | Geboortedatum | Nationaliteit    | Ploeg 2018                  |
| ----------------- | ------------- | ---------------- | --------------------------- |
| Alberto Bettiol   | 29-10-1993    | Italië           | BMC Racing Team             |
| Patrick Bevin     | 02-05-1991    | Nieuw-Zeeland    | BMC Racing Team             |
| Dylan van Baarle  | 21-05-1992    | Nederland        | Team Sky                    |
| Davide Formolo    | 25-10-1992    | Italië           | BORA-hansgrohe              |
| Kristjan Koren    | 25-11-1986    | Slovenië         | Bahrain Merida              |
| Ryan Mullen       | 07-08-1994    | Ierland          | Trek-Segafredo              |
| Toms Skujiņš      | 15-06-1991    | Letland          | Trek-Segafredo              |
| Tom-Jelte Slagter | 01-07-1989    | Nederland        | Dimension Data              |
| Andrew Talansky   | 23-11-1988    | Verenigde Staten | gestopt                     |
| Davide Villella   | 27-06-1991    | Italië           | Astana Pro Team             |
| Wouter Wippert    | 14-08-1990    | Nederland        | Roompot-Nederlandse Loterij |

## Belangrijkste overwinningen
| Colombia Oro y Paz 5e etappe: Rigoberto Urán Ruta del Sol 3e etappe: Sacha Modolo Ronde van de Sarthe 4e etappe: Daniel McLay Ronde van Slovenië 3 etappe: Rigoberto Urán Colorado Classic Jongerenklassement: Daniel Martínez Bergklassement: Hugh Carthy Ronde van Spanje 5e etappe: Simon Clarke 17e etappe: Michael Woods |

Mannen: 2005 · 2006 · 2007 · 2008 · 2009 · 2010 · 2011 · 2012 · 2013 · 2014 · 2015 · 2016 · 2017 · 2018 · 2019 · 2020 · 2021 · 2022 · 2023 · 2024 · 2025
Vrouwen: 2024 · 2025
AG2R-La Mondiale · Astana Pro Team · Bahrain-Merida · BMC Racing Team · BORA-hansgrohe · Groupama-FDJ · Lotto Soudal · Mitchelton-Scott · Movistar Team · Quick-Step · Team Dimension Data · Team EF Education First-Drapac p/b Cannondale · Team Katjoesja Alpecin · Team LottoNL-Jumbo · Team Sky · Team Sunweb · Trek-Segafredo · UAE Team Emirates